# Gabriele Manfredi
Gabriele Manfredi (Bolonha, 25 de março de 1681 – Bolonha, 13 de outubro de 1761) foi um matemático italiano, que trabalhou na área do cálculo.

## Anos iniciais
Gabriele Manfredi nasceu em Bolonha, então nos Estados Papais], em 25 de março de 1681. Filho de Alfonso Manfredi, um tabelião de Lugo, Emilia-Romagna, e Anna Maria Fiorini. Seu irmão mais velho, Eustachio Manfredi, estudou direito e depois se dedicou à ciência. Gabriele e seu irmão Eraclito estudaram medicina, enquanto seu quarto irmão, Emilio, tornou-se pregador jesuíta. Suas duas irmãs Maddalena e Teresa também foram bem educadas, e mais tarde colaboraram com seus irmãos em seus trabalhos. Gabriele ficou desconfortável com o estudo da anatomia e voltou-se para outros assuntos antes que ele e Eustachio fossem apresentados ao novo assunto do cálculo diferencial.

## Matemática

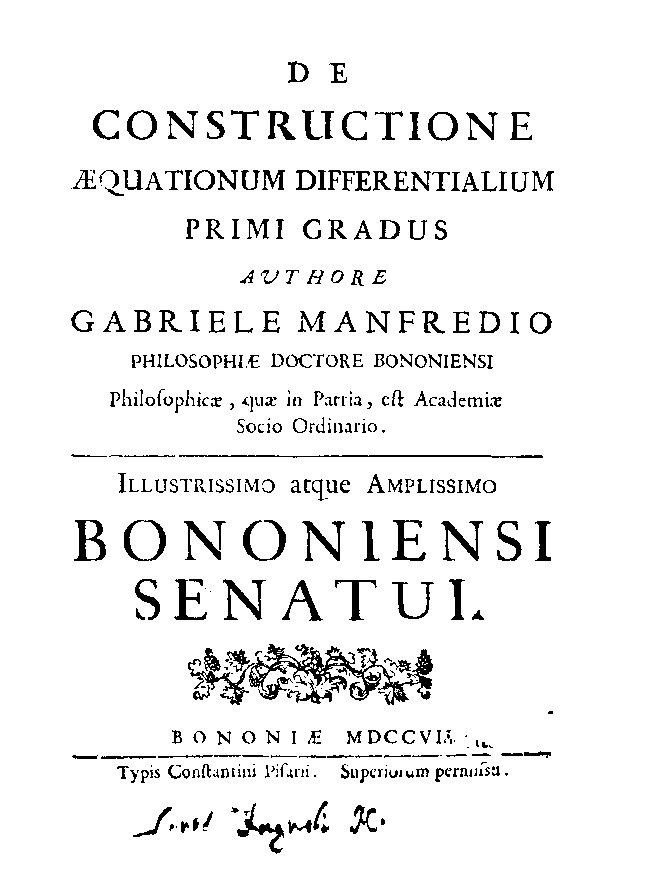
De constructione aequationum differentialium primi gradus, 1707

Manfredi fazia parte de um grupo de jovens da universidade que se interessou pelas técnicas da geometria cartesiana e do cálculo diferencial e se engajou em experimentos e observação astronômica. Outros eram seu irmão Eustachio, Vittorio Francesco Stancari e Giuseppe Verzaglia. Destes, Gabriele Manfredi desenvolveu o conhecimento mais avançado da matemática. Eustachio Manfredi tornou-se mais interessado em astronomia, mas Gabriele persistiu com a matemática, estudando as obras de Gottfried Wilhelm Leibniz e de Johann Bernoulli e Jakob Bernoulli sobre cálculo infinitesimal.
Depois de se formar, Gabriele foi para Roma no final de 1702, onde se tornou bibliotecário do cardeal Pietro Ottoboni, historiador, antiquário e astrônomo. Ajudou Ottoboni a construir um relógio de sol em Santa Maria degli Angeli e dei Martiri e ajudou no trabalho de reforma do calendário gregoriano. Continuou a estudar matemática, incluindo cálculo diferencial e integral e curvas logarítmicas. Em 1707 retornou para Bolonha, onde publicou seu trabalho mais conhecido sobre equações diferenciais de primeira ordem. Este foi o primeiro trabalho europeu sobre equações diferenciais. Apesar disso, ele não obteve um cargo sênior na universidade. Fez outras contribuições para a teoria do cálculo, embora sua principal contribuição depois de 1715 tenha sido como professor.

## Carreira posterior
Em 1708 Manfredi começou a trabalhar para a Chancelaria do Senado de Bolonha, onde subiu ao posto de primeiro chanceler e permaneceu até se aposentar em 1752. A partir de 1720 também lecionou na Universidade de Bolonha. Em 1742 foi nomeado superintendente das águas, substituindo seu irmão Eustáquio. Esse trabalho, voltado a melhorar a navegação fluvial evitando inundações, mostrou-se difícil e politicamente polêmico.
Manfredi casou-se com Teresa Del Sole, da família do pintor Giovan Giuseppe, e tiveram três filhos. Morreu em Bolonha em 5 de outubro de 1761 com a idade de 80 anos. O asteroide 13225 Manfredi foi batizado em homenagem a ele e seus dois irmãos, Eustachio and Eraclito.

## Obra
Em sua obra De constructionae aequationum differentialium primi gradu (1707), Manfredi expôs os resultados que havia obtido até então na solução de problemas relacionados às equações diferenciais e aos fundamentos do cálculo. Seu artigo Breve schediasma geometrico per la costruzione di una gran parte delle equazioni differenziali di primo grado (1714) descreveu o procedimento comumente adotado para integrar equações diferenciais homogêneas de primeira ordem.

## Lista de obras
- Manfredi, Gabriello (1707). De constructione aequationum differentialium primi gradus (em latim). Bononiae: typis Constantini Pisarii. Consultado em 21 de abril de 2021
- Manfredi, Gabriello. Voto del sig. dottore Gabriello Manfredi pubblico professore di matematica nella Universita di Bologna sopra il parere de' due periti di Bologna e di Ravenna circa l'arginare il Po di Primaro da essi steso dopo la visita dello stesso Po fatta nel 1758. d'ordine della san. me. di Benedetto 14. [Bologna]: [s.n.]